# Андрущак, Ия Рафаиловна
Ия Рафаиловна Андрущак (укр. Ія Рафаелівна Андрущак; род. 13 марта 1987, Ленинград) — украинская футболистка, полузащитник сборной Украины. В 2011 и 2013 годах номинировалась на звание лучшей футболистки Украины.

## Клубная карьера
Мать по профессии инженер, которая после окончания вуза в Санкт-Петербурге переехала в Хмельницкий. Ия начала заниматься футболом в четырнадцать лет в хмельницком ДЮСШ № 1, где её тренером была Елена Михайло. В шестнадцать лет она дебютировала в составе черниговской «Легенды» в матче 24 июня 2003 года в Кубке Украины против киевской «Александрии» (12:0). Этот матч Андрущак завершила с двумя забитыми голами. Дебют в Кубке УЕФА состоялся 8 августа 2006 года в матче против кипрского клуба «АЕК Коккинохорион» (4:0). Вместе с командой становилась чемпионом Украины, дважды серебряным призёром чемпионата, а также дважды выигрывала и становилась финалисткой Кубка Украины.
В 2007 году Андрущак стала игроком харьковского клуба «Жилстрой-1». Вместе с командой четырежды становилась серебряным призёром чемпионата и один раз одержав победу в данном турнире. Андрущак в составе «Жилстроя» четырежды выигрывала Кубок и один раз становилась его финалистом.
В начале 2012 года, вместе с другой украинкой Дарьей Воронцовой, стала игроком «Кубаночки». Проведя полтора года в краснодарской команде Андрущак перешла в другой российский клуб «Звезда-2005». Участвовала в Кубке УЕФА, дважды становилась чемпионом и серебряным призёром чемпионата России, трижды выигрывала Кубок России.
Зимой 2017 года Андрущак вернулась в «Жилстрой-1», с которым стала победителем зимнего чемпионата и серебряным призёром чемпионата Украины. В декабре 2017 года Андрущак стала послом на женском финале женской Лиги чемпионов, который состоится в Киеве.
В 2024 году стала главным тренером «Ворсклы-2», выступавшей во второй лиге, став таким образом первой женщиной, возглавившей мужскую профессиональную команду в Украине.

## Карьера в сборной
Выступала за сборную Украины до 19 лет. Дебют состоялся 15 апреля 2003 года в матче против Словакии (5:1). Всего за сборную до 19 лет провела 10 игр. Выступает за сборную Украины. В январе 2017 года участвовала в турнире CFA International Women’s Football Tournament в Китае, где украинки завоевали третье место.

## Достижения
«Легенда»
- Чемпион Украины: 2005
- Серебряный призёр чемпионата Украины (2): 2004, 2006
- Обладатель Кубка Украины (2): 2004, 2005
- Финалист Кубка Украины (2): 2003, 2006

«Жилстрой-1»
- Чемпион Украины (2): 2008, 2018
- Серебряный призёр чемпионата Украины (4): 2007, 2009, 2010, 2017
- Обладатель Кубка Украины (4): 2007, 2008, 2010, 2011, 2018
- Финалист Кубка Украины (2): 2009, 2021

«Звезда-2005»
- Чемпион России (2): 2014, 2015
- Серебряный призёр чемпионата России (2): 2013, 2016
- Обладатель Кубка России (3): 2013, 2015, 2016

«Жилстрой-2»
- Чемпион Украины (2): 2020, 2023
- Обладатель Кубка Украины (3): 2020, 2021, 2022